# Gianluca Mancini
Gianluca Mancini (pronunție în italiană [dʒanˈluːka manˈtʃiːni]; n. 17 aprilie 1996, Pontedera, Toscana, Italia) este un fotbalist italian care joacă ca fundaș central la Roma în Serie A și la echipa națională a Italiei.

## Cariera pe echipe

### Perugia
Mancini a plecat împrumutat la Perugia la jumătatea anului 2015, cu opțiune de cumpărare. Mancini și-a făcut debutul profesionist în Serie B pentru Perugia pe 11 septembrie 2015 într-un meci împotriva Pescarei.
După o scurtă întoarcere la Florența, clubul a renunțat la opțiunea de cumpărare. La 1 august 2016, Fiorentina a anunțat transferul lui Mancini la Perugia gratuit. Ulterior a fost dezvăluit că Fiorentina urma să primească 50% în cazul unui transfer în viitor.

### Atalanta
În ianuarie 2017, Mancini și Alessandro Santopadre, fiul lui Massimiliano Santopadre, președintele lui Perugia, au fost semnați de Atalanta pentru 200.000 și 1.000.000 de euro, respectiv. Au fost imediat împrumuți înapoi la Perugia. Acordul a fost acuzat ulterior de procuror ca fiind o manipulare a taxelor de transfer, care a supraestimat prețul lui Santopadre și l-a subestimat pe Mancini. Președintele și ambele cluburi au fost achitați de orice abatere în iulie 2018.
Mancini și-a făcut debutul în Serie A într-un egal 1–1 împotriva fostei sale echipe Fiorentina, înlocuindu-l pe Rafael Toloi după 25 de minute.
Pe 4 februarie 2018, a marcat primul său gol într-un scor 1-0 pentru Atalanta împotriva lui Chievo în Serie A.

### Roma
Pe 17 iulie 2019, Mancini s-a alăturat lui Roma împrumutat, cu obligația de cumpărare pentru 13 milioane de euro plus bonusuri și un procent de vânzare de 10%.

## Cariera internațională
La 1 septembrie 2017, Mancini și-a făcut debutul internațional cu echipa Sub-21 a Italiei într-o înfrângere amicală cu 3-0 împotriva Spaniei.
Pe 15 martie 2019, Gianluca Mancini a primit o convocare de la Roberto Mancini pentru meciurile de calificare ale Italiei la UEFA Euro 2020 împotriva Finlandei și Liechtensteinului. Pe 26 martie, și-a făcut debutul internațional la seniori într-o victorie cu 6-0 pe teren propriu împotriva Liechtensteinului.
A participat la Campionatul European Sub-21 din 2019.

## Viața personală
În decembrie 2019, Gianluca s-a căsătorit cu partenera sa de lungă durată, Elisa, împreună având două fiice. În ciuda faptului că are un nume de familie, nu este rudă cu antrenorul de fotbal italian Roberto Mancini.

## Palmares
Roma
- UEFA Europa Conference League: 2021–22[18]
- Vice-campion UEFA Europa League: 2022–23[19]

Individual
- Echipa sezonului din UEFA Europa League: 2020–21,[20] 2023–24[21]